# Amt Röbel-Müritz
L'Amt Röbel-Müritz est un Amt de l'arrondissement du Plateau des lacs mecklembourgeois dans le Land de Mecklembourg-Poméranie-Occidentale, dans le Nord de l'Allemagne.

## Communes
1. Altenhof
2. Bollewick
3. Buchholz
4. Bütow
5. Fincken
6. Gotthun
7. Grabow-Below
8. Groß Kelle
9. Kieve
10. Lärz
11. Leizen
12. Ludorf
13. Massow
14. Melz
15. Priborn
16. Rechlin
17. Röbel/Müritz
18. Schwarz
19. Sietow
20. Stuer
21. Vipperow
22. Wredenhagen
23. Zepkow